# Auguste Ruyssevelt
Auguste Ruyssevelt est un footballeur belge né le 4 novembre 1896.
Il a évolué comme arrière latéral dans les années 1920 au Beerschot VAC. Avec ce club, il a été cinq fois champion de Belgique, en 1922, 1924, 1925, 1926 et 1928.
Il a aussi joué deux matches avec les Diables Rouges : le premier, un match amical perdu contre la France en 1926 (4-3) et le second, un match dans le cadre du tournoi olympique de 1928 aux Pays-Bas, perdu contre l'Argentine (3-6).

## Palmarès
- International A en 1926 et 1928 (2 sélections)
- Participation aux Jeux Olympiques de 1928 (1 match joué)
- champion de Belgique en 1922, 1924, 1925, 1926 et 1928 avec le Beerschot VAC